# Klämmesmålens odlingslandskap
Klämmesmålens odlingslandskap är ett naturreservat i Ödeshögs kommun i Östergötlands län.
Området är naturskyddat sedan 2002 och är 19 hektar stort. Reservatet omfattar odlingslandskapet omkring gården Klämmesmålen.  Reservatet består av slåtterängar och välbetade hagmarker med små insprängda åkrar.